# Werner Noll
Werner Karl August Noll (* 4. August 1931 in Gieselwerder; † 24. Juni 2024) war ein deutscher Finanzwissenschaftler.

## Leben
Nolls Eltern waren der Schiffer Emil Noll (1902–1960) und Elise, geborene Rossel (1905–1990). Nach der Promotion zum Dr. rer. pol. (Der Zins als Kostenfaktor in seiner Wirkung auf das Investitionsvolumen) in Göttingen am 3. November 1958 und Habilitation am 28. Juli 1966 an der Universität Göttingen wurde er am 18. August 1971 Ordinarius für Finanzwissenschaft an der Universität Würzburg. Dieses Amt übte er bis zum 30. September 1998 aus.

## Schriften (Auswahl)
- Volkswirtschaftliche Auswirkungen eines kostensparenden technischen Fortschritts. Ein Beitrag zur Theorie der Wirtschaftspolitik. Berlin 1967, OCLC 1154562719.
- mit Eva Lang und Matthias Thoma: Kreditfinanzierung öffentlicher Ausgaben unter Berücksichtigung der Haushaltsplanung des Landes Niedersachsen. Würzburg 1975, OCLC 838704865.
- Finanzwissenschaft. München 1979, ISBN 3-8006-0547-3.
- mit Werner Ebert: Organisationswandel unter dem Aspekt der Erweiterung und Ergänzung der Institutionenökonomik. Würzburg 1996, OCLC 258682725.